# Maravillas, Guanajuato
Maravillas är en ort i Mexiko.   Den ligger i kommunen San Francisco del Rincón och delstaten Guanajuato, i den centrala delen av landet, 300 km nordväst om huvudstaden Mexico City. Maravillas ligger 1 845 meter över havet och antalet invånare är 205.
Terrängen runt Maravillas är huvudsakligen en högslätt. Maravillas ligger uppe på en höjd. Runt Maravillas är det tätbefolkat, med 308 invånare per kvadratkilometer. Närmaste större samhälle är San Francisco del Rincón, 13,1 km nordväst om Maravillas. I omgivningarna runt Maravillas växer huvudsakligen savannskog.